# Xã Butler, Quận Harrison, Missouri
Xã Butler (tiếng Anh: Butler Township) là một xã thuộc quận Harrison, tiểu bang Missouri, Hoa Kỳ. Năm 2010, dân số của xã này là 139 người.